# Streetwork

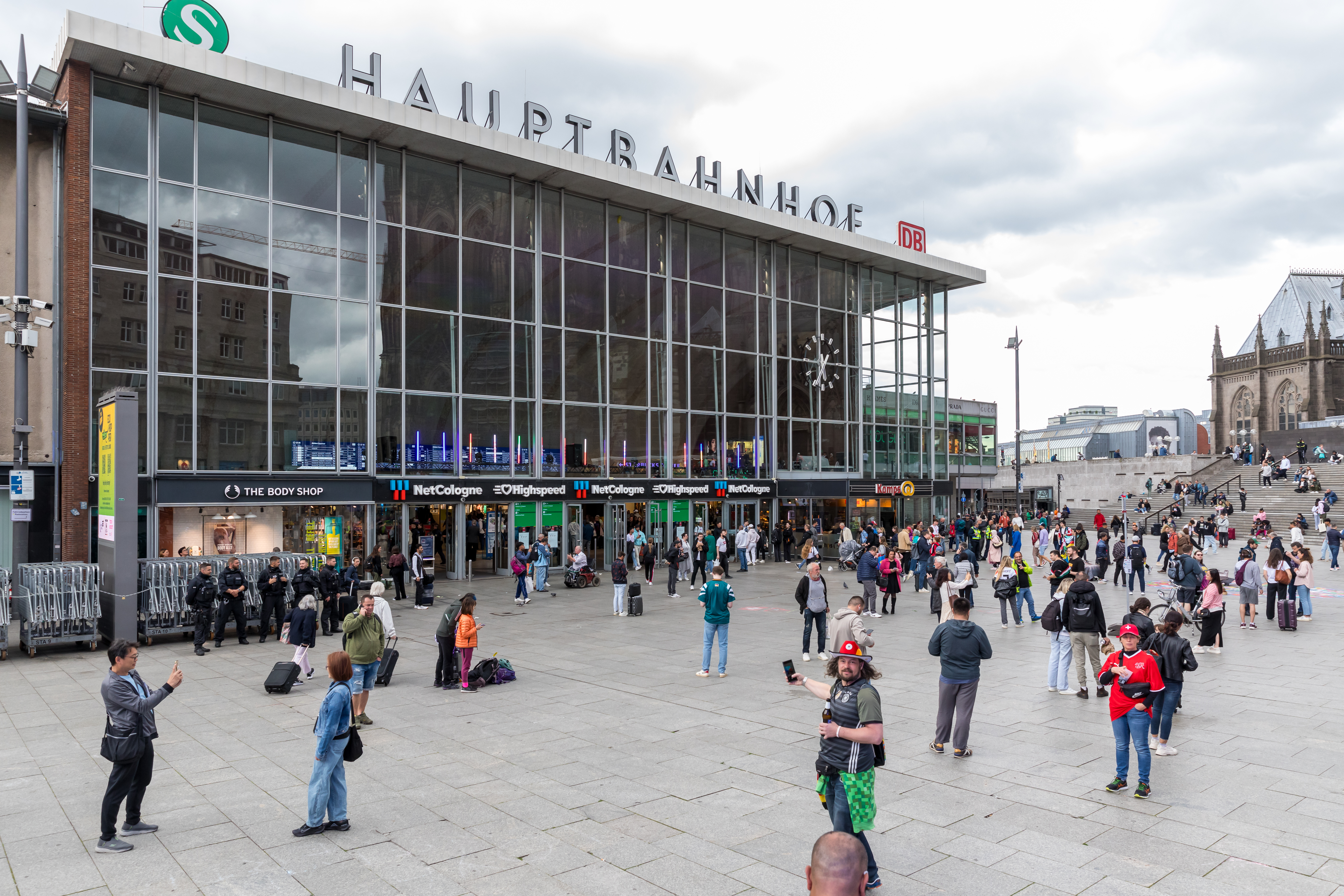
Platz vor einem Bahnhof: ein Ort, an dem Streetwork stattfinden könnte

Streetwork [ˈstriːtˌwəːk] (auch Straßensozialarbeit, in der Schweiz Gassenarbeit) ist ein Arbeitsfeld in der Sozialen Arbeit, in dessen Rahmen Adressaten aufgesucht und unterstützt werden, die im öffentlichen Raum anzutreffen sind. In diesem Feld tätige Sozialarbeiter werden Streetworker (von englisch street worker) genannt. Zu den möglichen Zielgruppen von Streetwork zählen Personen mit verschiedensten Problemlagen.

## Hintergrund
Streetwork ist ein eigenständiges Arbeitsfeld innerhalb von Sozialer Arbeit und eine spezifische Form aufsuchender psychosozialer und gesundheitsbezogener Dienstleistung. Es unterscheidet sich in den Methoden des Kontaktaufbaus und der Beziehungsarbeit von der traditionellen Einzelfallhilfe. Die Idee dazu wurde ab den 1970er Jahren als offene Sozialarbeit entwickelt und als mobile Jugendarbeit zunächst auf eine bestimmte Altersgruppe konzentriert.
Streetwork wird als Begriff teilweise synonym zu aufsuchender Sozialarbeit und mobiler Jugendarbeit verwendet, lässt sich von diesen Konzepten aber auch abgrenzen. So ist aufsuchende Sozialarbeit ein Ansatz, der unter anderem im Rahmen von Streetwork, aber auch in anderen Arbeitsfeldern genutzt wird. Zentral für Streetwork ist dabei die zugrundeliegende Struktur, bei der die Streetworker mit ihren Angeboten an die Orte kommen, an denen sich die Zielgruppe aufhält („Gehstruktur“).
Grundlegend sind der Aufbau von Vertrauen und einer verlässlichen Beziehung zwischen Klienten und Streetworkern, damit später Hilfsangebote (Ressourcenerschließung) überhaupt angenommen werden können und gemeinsam mit den Klienten eine Lebensperspektive aufgebaut werden kann, die mit weniger selbst- oder fremdgefährdenden Verhaltensweisen verbunden ist. Unerlässlich für Streetworker sind daher bestimmte Arbeitsprinzipien wie Lebensweltorientierung, Niedrigschwelligkeit, Vertraulichkeit (Schweigepflicht), Freiwilligkeit und Parteilichkeit.
Grundsätzlich ist für den Zugang zur Tätigkeit als Streetworker der Abschluss eines Hochschulstudiums in Sozialer Arbeit (bzw. Sozialarbeit oder Sozialpädagogik) erforderlich. Daneben können auch Psychologen, Pädagogen sowie Sozialwissenschaftler, die eine entsprechende Berufserfahrung mitbringen, als Streetworker arbeiten.

## Zielgruppen
Streetwork richtet sich allgemein an Adressaten, die einen Bedarf an Unterstützung haben, aber nicht von standortgebundenen Hilfsangeboten erreicht werden, und für die der öffentliche Raum einen bedeutenden Teil ihrer Lebenswelt darstellt. Streetwork kann sich an Menschen aller Altersgruppen richten. Gemeinsam haben sie in der Regel die Betroffenheit von sozialen Benachteiligungen, außerdem besteht bei den Adressaten von Streetwork oft eine mehr oder weniger stark ausgeprägte subkulturelle Orientierung.
Beispiele für mögliche Adressatengruppen sind etwa Obdachlose, Nichtsesshafte, Prostituierte, Drogengefährdete und Drogenabhängige oder Mitglieder jugendlicher Banden. Für die Arbeit mit den Adressaten gibt es neben der Straße auch spezielle Anlaufstellen wie Notwohnungen oder inoffizielle Treffs.

## Handlungsschwerpunkte
Zu den konkreten Aufgaben eines Streetworkers zählen unter anderem:
- Zielgruppenkontakt herstellen in den jeweiligen Lebensmilieus
- Gesundheitsförderung mit unterschiedlichen Themen je nach Adressatengruppe
  - Drogenmilieu: Längerfristige Begleitung mit oder ohne Konsumreduktionsperspektive (Spritzenausgabe, Safer Use)
  - Prostituierte: Psychosoziale und/oder präventive Gesundheitsberatung für Prostituierte
  - AIDS-Prävention: Aufklärungsarbeit mittels: peer-involvement, Peer-Education, Präventionsmedien
  - Partymilieu: Aufklärende und präventive Beratung hinsichtlich Drogen
  - Wohnungslosenszene: Medizinische Basisversorgung und Prophylaxe
- Planung und Organisation von Strategien zur gesellschaftlichen Wiedereingliederung der Adressaten
- gemeinsame Planung und Durchführung von Projekten und sportlich/kulturellen Maßnahmen im Rahmen der Gruppenarbeit
- Institutionelles Kontaktnetz aufbauen: Zusammenarbeit mit verschiedenen Partnern und Einrichtungen (soziale Dienste, Beratungsstellen, Therapiezentren, Behörden …)
- psychosoziale Unterstützung/Beratung in schwierigen Lebenslagen (oder einfach mal zuhören)
- Förderung von persönlichen Ressourcen und Steigerung der Sozialkompetenz im Einzelfall
- Interessenvertretung für unterprivilegierte Gruppen oder Einzelne
- Fachliche Innovation, d. h. Offenheit und Flexibilität der Streetworker für neue Konzepte, Ideen oder Projekte

## Bezug zur Sozialen Arbeit
Da es Ziel von Streetwork ist, soziale Probleme zu lindern, zu lösen oder zu verhindern, ist die theoretische Verortung von Streetwork innerhalb der Sozialen Arbeit sinnvoll, hilfreich und auch professionsgeschichtlich begründet. Die Weiterentwicklung von Streetwork als methodische Vorgehensweise ist damit mit der wissenschaftlichen Weiterentwicklung von Sozialer Arbeit verbunden. Ein wichtiger Ansatzpunkt für die Legitimität eines professionellen Angebots von Streetwork gegenüber den Leistungsträgern (öffentliche und freie Träger) und der Öffentlichkeit könnten (sollten) die Menschenrechte sein, auf die sich auch die Soziale Arbeit beruft.